# T-18
Tank T-18 vycházel konstrukčně z francouzského tanku Renault FT-17. V Sovětském svazu byl vyráběn v letech 1928–1932. Zdokonalené verze tanku byly označeny jako MS-2, MS-3 a MS-3A. Celkem bylo vyrobeno 960 kusů.